# Pterophanes cyanopterus
Pterophanes cyanopterus là một loài chim trong họ Chim ruồi.